# Hirtenmädchen Barbara

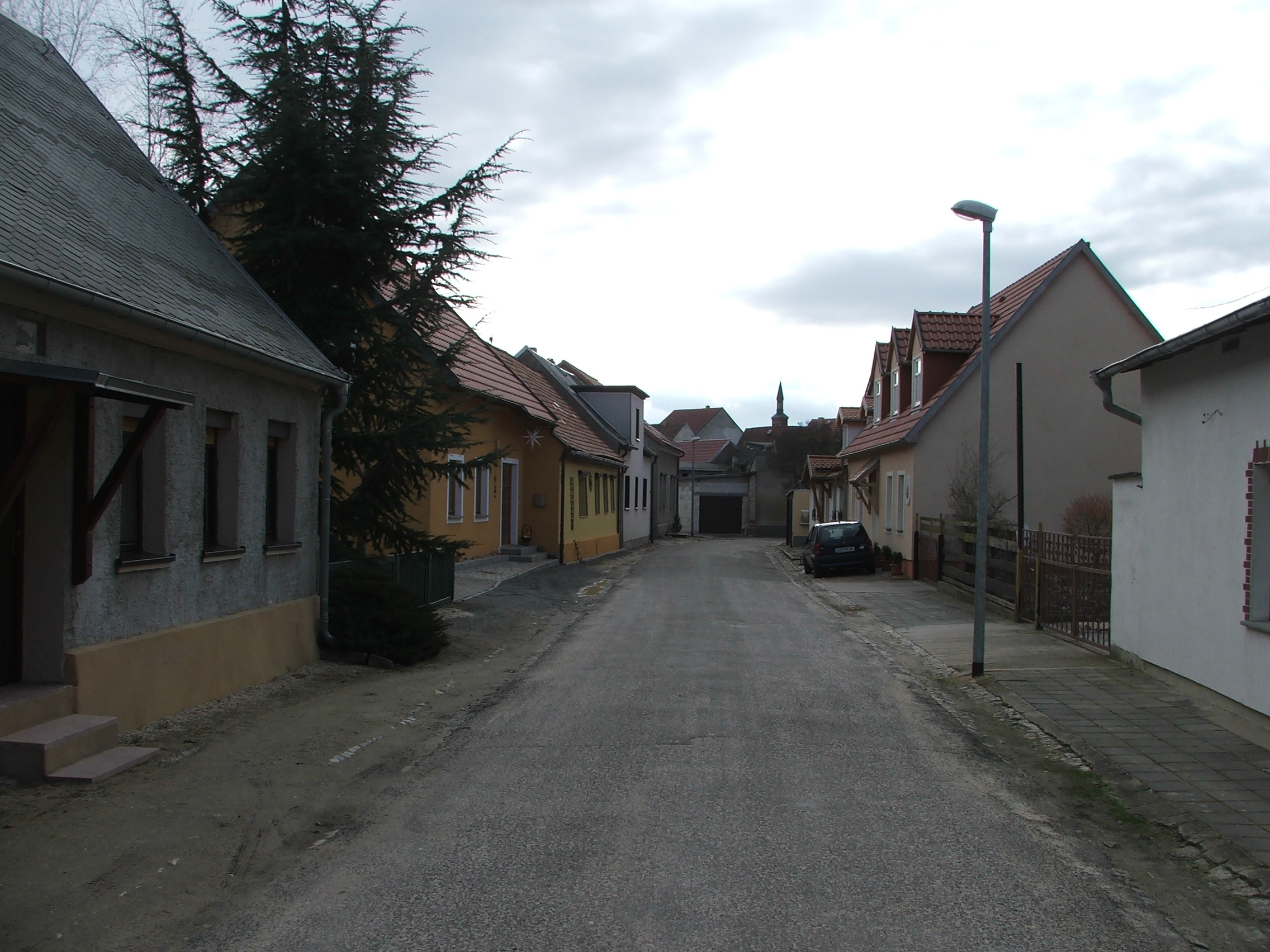
Die Bad Liebenwerdaer Fischergasse im einstigen Stadtwinkel.

Das Hirtenmädchen Barbara ist eine überlieferte Sage aus der südbrandenburgischen Stadt Bad Liebenwerda, welche im Dreißigjährigen Krieg entstand.

## Sage
Verzweifelt über das Wüten der Pest verließ Barbara im hellen Schein des aufgehenden Mondes ihre Hütte in Stadtwinkel und begab sich in Richtung Elster. An einem Erlenbusch verweilte sie und fiel auf die Knie, um den Wendengott Lupa zu bitten, das Leid der Menschen zu beenden. Nachdem sie sich wieder erhoben hatte, verbeugte sie sich noch einmal vor dem Erlenbusch und vernahm plötzlich eine flüsternde Stimme, die sprach:
Barbara, lege deine Schuhe ab, gehe erhobenen Hauptes den Pfad zur Elster, den ich dir zeigen werde. Dann schreite gerade aus zu einer Furt des Flusses bis an das gegenüberliegende Ufer. So ich dich führe, mußt du gehen, weiche nicht vom Wege ab. Breite deine Hände nach beiden Seiten aus und tauche sie ins Wasser. Nun trete ans Ufer und töte sie mit einem Stein, den du dort wirst finden. Eile schnell nach Hause und brate beide Fische, dann geh’ zurück zur Elster, schöpfe mit einem Krug. Das so geweihte Wasser wird nun Heilkraft besitzen. Erst nach Sonnenaufgang gehe zu den von der Pest befallenen Kranken und reiche ihnen Speise von Fischen sowie Wasser aus geweihten Krug. Das wiederhole Nacht für Nacht und Tag für Tag.
Das Mädchen tat, wie es ihr die Stimme befohlen hatte und sprach nie ein Wort darüber. Die ersten  Kranken, welche sie behandelte, standen bereits nach wenigen Tagen wieder auf und erholten sich.

## Historischer Hintergrund und Entstehung der Sage
Im Dreißigjährigen Krieg hatte die Gegend um Bad Liebenwerda stark unter durchziehenden Kriegsscharen zu leiden. Hinzu kamen vor und während dieser Zeit Pestepidemien, die nach 1584 und 1599, besonders 1633, 1652 und 1663 in der Stadt ihre Opfer forderten. In dieser Zeit lebte in der heutigen Fischergasse im einstigen slawischen Fischerdorf Stadtwinkel das Hirtenmädchen Barbara Stirblinger mit ihren Eltern in bescheidenen Verhältnissen.
Täglich fielen der um sich greifenden Pest Bewohner des Dorfes und der nahen Stadt zum Opfer. Im grausamen Geschehen pflegte das Mädchen die erkrankten und versuchte mit dem Wasser der nahegelegenen Schwarzen Elster Heilung zu bringen. Wie die Legende berichtet, erholten sich die Pestkranken bereits nach wenigen Tagen und man sprach von einem Wunder, auf das selbst die Kirche aufmerksam wurde. Um dem Geheimnis auf den Grund zu gehen, begab sich der evangelische Pfarrer Matthäus Gilbert in das Dorf. Hier lernte er die Wunderheilerin kennen und überzeugte sich von der Genesung Schwerkranker; konnte aber nichts Mysteriöses feststellen.

## Barbarabrunnen

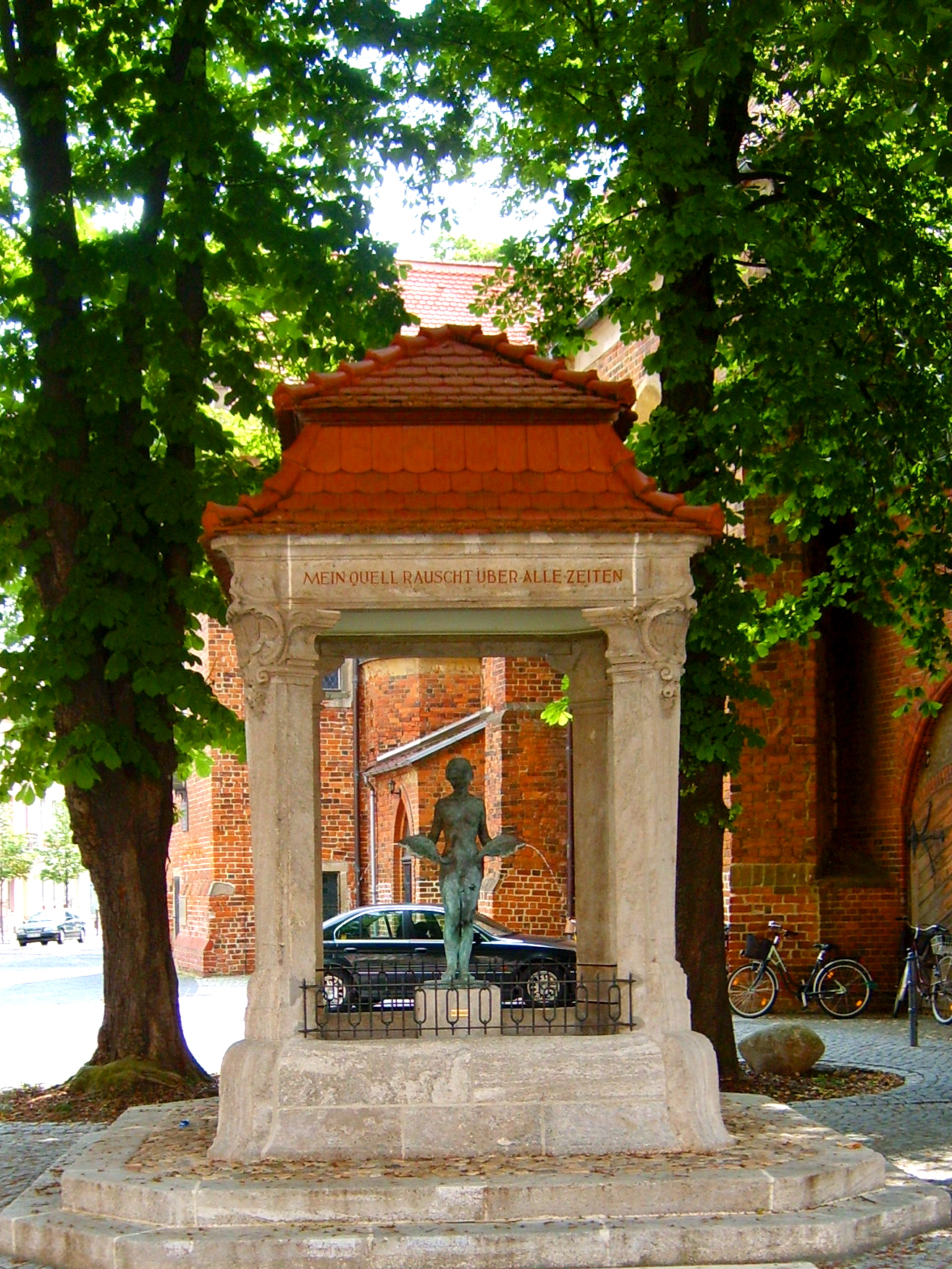
Barbarabrunnen

Der Barbarabrunnen befindet sich seit 1910 auf dem Liebenwerdaer Marktplatz. Ursprünglich befand sich hier die Bronze-Figur eines 1,35 Meter großen „Deutschen Michels“, der sich auf sein Schwert stützt. Nachdem die Figur 1943 zu Kriegszwecken eingeschmolzen wurde, blieb der Brunnen zunächst leer.
1956 wurde eine Bronze-Figur der Bildhauerin Dorothea von Philipsborn eingesetzt. Die Figur stellt das Hirtenmädchen dar, das mit verträumten Blick auf das Wasser schaut, welches aus den beiden Fischen, die sie waagerecht in ihren Händen hält in das Brunnenbecken rinnt.

## Gegenwart
Seit 1999 wird in Bad Liebenwerda die Barbara gewählt, welche als Repräsentantin der Kurstadt symbolisch an die Sage erinnern soll. Sie tritt bei Festen, öffentlichen Veranstaltungen und ähnlichen Anlässen mit Schärpe und Krug in Erscheinung.